# ハンスペーター・キブルツ
ハンスペーター・キブルツ（Hanspeter Kyburz, 1960年 -）はスイスの作曲家。スイス人の両親のもと、ナイジェリアのラゴスで生まれる。1980年からグラーツで音楽を学び始める。

## 主な作品
- 『ノエシス』：大管弦楽のための(2001)